# Valmayor IV
Valmayor IV és un abric que conté pintures rupestres d'estil llevantí. Està situat en el terme municipal de Mequinensa (Aragó). Se situa en el costat dret del barranc, al costat d'un camí de pas tradicional i en un petit abric orientat al Sud-oest. En aquest espai, apareixen dues figures pintades en vermell ataronjat de tons molt vius, una d'elles molt bé conservada i l'altra molt perduda. Ambdues representen motius cruciformes de tipus antropomorf o forma de TAU amb els braços superiors acabats en dos apèndixs com a dits.
L'abric està inclòs dins de la relació de coves i abrics amb manifestacions d'art rupestre considerats Béns d'Interès Cultural en virtut del que es disposa en la disposició addicional segona de la Llei 3/1999, de 10 de març, del Patrimoni Cultural Aragonés. Aquest llistat va ser publicat en el Butlletí Oficial d'Aragó del dia 27 de març de 2002. Forma part del conjunt de l'art rupestre de l'arc mediterrani de la península ibèrica, que va ser declarat Patrimoni de la Humanitat per la Unesco (ref. 874-660). També va ser declarat Bé d'Interès Cultural amb el codi RI-51-0009509.